# Enterographa
Enterographa Fée (rysek) – rodzaj grzybów z rodziny Roccellaceae. Ze względu na współżycie z glonami zaliczany jest do grupy porostów.

## Systematyka i nazewnictwo
Pozycja w klasyfikacji według Index Fungorum: Roccellaceae, Arthoniales, Arthoniomycetidae, Arthoniomycetes, Pezizomycotina, Ascomycota, Fungi.
Synonimy nazwy naukowej: Arthonaria Fr., Chiodectonomyces Cif. & Tomas., Platygramma Leight., Stigmatidium G. Mey.
Nazwa polska według W. Fałtynowicza.

## Gatunki występujące w Polsce
- Enterographa hutchinsiae (Leight.) A. Massal. 1860 – rysek wąskozarodnikowy
- Enterographa zonata (Körb.) Källsten ex Torrente & Egea 1989 – rysek wieloplechowy

Nazwy naukowe na podstawie Index Fungorum. Nazwy polskie według W. Fałtynowicza.